# Искренне Ваш…
«Искренне Ваш…» — советский художественный фильм, снятый Аллой Суриковой в 1985 году.

## Сюжет
Десять лет тому назад герой фильма Павел Добрынин был астрономом, увлечённым наукой и не замечавшим ничего, кроме звёздного неба над головой. Но однажды, волею случая, в поисках нового объектива для телескопа, он открывает в себе талант, который превращает его самого́ в настоящую «звезду». В душе оставаясь звездочётом, он становится непревзойдённым мастером по добыванию дефицита и преодолению трудностей быта.
Со временем Павел находит ещё более изощрённый метод знакомства с нужным человеком — бросаясь без особого ущерба под его автомобиль. Водитель в испуге попадает к нему «на крючок» и, стремясь избежать ответственности, делает именно то, что герою и нужно…

## В главных ролях
- Виталий Соломин — Павел Добрынин
- Вера Глаголева — Катя Корнеева (озвучила Анна Каменкова)
- Виктор Ильичёв — Юра Самойлов

## В ролях
- Ролан Быков — Геннадий Сергеевич Постников, главный режиссёр театра
- Армен Джигарханян — Серафимов, директор театра
- Лариса Удовиченко — Люся, жена Павла
- Николай Парфёнов — Новиков, начальник цеха
- Леонид Куравлёв — Николай Емцов, дежурный капитан милиции
- Ирина Шмелёва — Лена, начинающая актриса
- Елена Санаева — Нина, ведущая актриса театра

### В эпизодах
- Нина Маслова — Оля, официантка
- Анна Варпаховская — работница киностудии
- Сергей Мигицко — стоматолог
- Раиса Рязанова — сослуживица Павла
- Валентин Смирнитский — работник автосервиса в ресторане
- Ирина Гошева — мать Павла
- Людмила Дмитриева — режиссёр телевидения
- В. Волковенко
- Олег Киселёв — певец в ресторане
- Мария Виноградова — смотрительница музея
- Николай Иванов — Рыжов
- Михаил Халаджан
- Валерий Лысенков
- Наталья Захарова — актриса
- Татьяна Ким — работница вентиляторного завода
- Н. и Л. Генераловы — парикмахерши
- Юрий Киреев — актёр
- И. Селеверстов
- Александр Кузнецов — шеф-повар
- Александр Марин — актёр
- Евгений Лисконог
- Михаил Васьков — старшина милиции
- Юрий Пузаков
- Елена Андреева

Нет в титрах
- Сергей Юртайкин — вахтёр музея
- Игорь Бочкин — дружинник в музее

## Съёмочная группа
- Автор сценария: Валентин Азерников
- Режиссёр-постановщик: Алла Сурикова
- Оператор-постановщик: Всеволод Симаков
- Художник-постановщик: Ирина Шретер
- Композитор: Виктор Лебедев
- Песни на стихи Юрия Энтина

## Отзывы
Герой комедии Аллы Суриковой «Искренне ваш…» может поначалу произвести впечатление сугубо положительное — молод, хорош собой, умён, остроумен, элегантен, занят серьёзной научной работой. У его масса друзей и знакомых, он лёгок в общении с женщинами. Но… чем больше мы узнаём этого человека, тем больше в нём разочаровываемся. Оказывается, Виталию Соломину на сей раз досталась роль очередного прохиндея, для которого нет ничего невозможного.

  Иногда на экране возникают смешные, остроумные эпизоды, но в целом «Искренне ваш» оставляет впечатление вторичности. Ничего нового по сравнению с «Прохиндиадой» или «Блондинкой за углом» тут нет. А вариация на знакомую тему всегда остаётся лишь вариацией, если отсутствует движение вперёд. Да и в «положительное» перерождение главного героя верится с трудом — так эффектно и легко, неотразимо и уверенно, артистично и увлекательно порхает он по жизни на протяжении всего действия фильма…— Александр Фёдоров. Мини-кино
рецензии разных лет…

## Технические данные
- Фильм снят на плёнке Шосткинского п/о «Свема».

## Издания на видео
- DVD: Отечественное кино XX века, Крупный План, 2008
- VHS: Антология кинокомедии, Крупный План, 1999